# King Island
För andra betydelser, se King Island (olika betydelser).

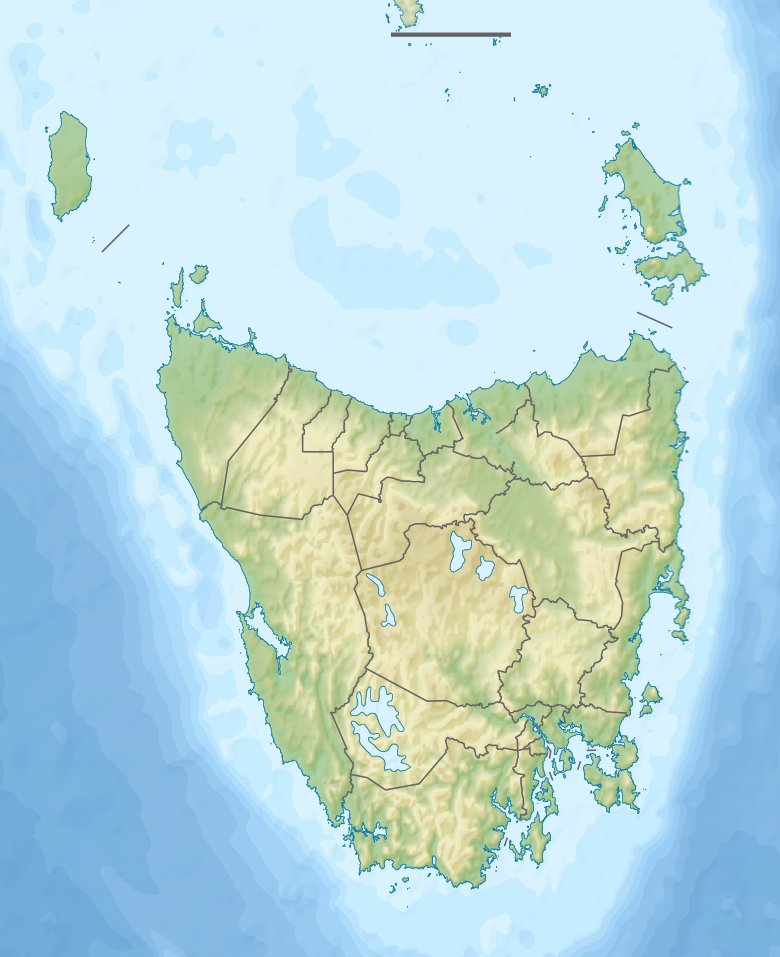
Kartan visar Tasmanien; King Island är ön i det nordvästra hörnet

King Island är en av öarna i delstaten Tasmanien, Australien. King Island upptäcktes av Kapen Reed 1799. Befolkningen på ön är enligt folkräkningen 2007 1723 personer.

## Förlisningar
Omkring 60 kända skepp har gått på grund i närheten av King Island. 

## Samhällen på ön
Den största orten på ön är Currie som ligger på öns västra sida.

## Idrott
Ön har tre fotbollslag (australiensisk fotboll), Currie, Grassy och North. 